# داميان موس
داميان موس (بالإنجليزية: Damian Moss)‏ هو لاعب كرة قاعدة أسترالي، ولد في 24 نوفمبر 1976 في Darlinghurst ‏ في أستراليا.

## وصلات خارجية
- داميان موس على موقع دوري كرة القاعدة الرئيسي (الإنجليزية)
- داميان موس على موقعبيزبول رفرنس.كوم (الدوري الرئيسي) (الإنجليزية)
- داميان موس على موقعبيزبول رفرنس.كوم (الدوري الثانوي) (الإنجليزية)
- داميان موس على موقع إي إس بي إن.كوم (أم.أل.بي) (الإنجليزية)
- داميان موس على موقع مشجعي الرسوم البيانية (الإنجليزية)